# Victims of Death (album de Sodom)
Pour l'album de Sodom, voir Victims of Death.
Albums de Sodom
Witching Metal
(1982) In the Sign of Evil
(1984)
Victims of Death est la deuxième démo du groupe de thrash metal allemand Sodom.
Le titre Witching Metal est le seul morceau de la démo étant apparu dans des futurs enregistrements dont l'EP In the Sign of Evil. La piste apparaît aussi en tant que titre bonus dans l'album M-16 en 2001 et se voit ré-enregistrée dans l'album The Final Sign of Evil en 2007.

## Liste des morceaux
| No | Titre                               | Durée |
| -- | ----------------------------------- | ----- |
| 1. | Witchhammer                         | 3:41  |
| 2. | Devil's Attack                      | 3:21  |
| 3. | Let's Fight in the Darkness of Hell | 3:10  |
| 4. | Victims of Death                    | 4:51  |
| 5. | Life from Hell                      | 3:04  |
| 6. | Poisoned Blood                      | 3:24  |
| 7. | Satan's Conjuration                 | 2:51  |
| 8. | Witching Metal                      | 3:04  |

## Composition du groupe
- Tom Angelripper - Chœurs, Basse
- Aggressor - Chant, Guitare
- Chris Witchhunter - Batterie